# Fahrt (Einheit)
Die Fahrt war ein Wein- und Volumenmass in Freiburg in der Schweiz.
Das Mass galt im Grosshandel und für trüben Wein oder den Most. In Deutschland und in der Schweiz unterschied man beim Weinmass handelsartabhängig in Grosshandel und Einzelhandel mit Schenk- oder Zapfmass sowie nach Verarbeitungsgrad in lauteren Wein oder Wein und trüben Wein oder Most. In anderen Regionen wurde der Begriff Fahrt durch Fuder oder Fuhre ersetzt. In Lausanne und Genf wurde das Fuder durch das Mass Char ersetzt.
- 1 Fahrt = 2,5 Saum = 400 Mass (gross und trüb)